# World Computer Chess Championship
World Computer Chess Championship (WCCC) é um torneio anual no qual programas de xadrez competem entre si. O evento é organizado pela International Computer Games Association.